# NGC 1106
NGC 1106 في الفهرس العام الجديد، هي مجرة، تقع في كوكبة حامل رأس الغول. اكتشفت في 18 سبتمبر 1828 بواسطة جون هيرشل.

## روابط خارجية
- NGC 1106 على موقع ويكي سكاي: DSS2, SDSS, GALEX, IRAS, Hydrogen α, X-Ray, Astrophoto, Sky Map, Articles and images